# 대한청소년개척단
보건사회부가 설립한 1961년 11월 충청남도 서산군 인지면 모월리 3구에서 '사회명랑화사업'의 수용자들을 관리하던 단체이다.
1952년 한국전쟁으로 생겨난 난민정착사업이 1960년대까지 지속되었고, 1960년대에는 이전과 다른 형태의 정착사업이 고안되었다. 군사정부는 고아 및 부랑자와 한센병 완치자를 새로운 정착사업의 대상자로 설정하고, 군사정변 후 새 정착사업으로 1964년까지 8,080명이 정착하고 농지 5,507정보를 개척 중이라 보고하였다. 이 중 63%는 고아와 부랑아, 37%가 한센병 완치자였다.
대한청소년개척단은 군사정부 시기 보건사회부에서 사회 명랑화 정책의 일환으로 개간과 정착, 농지 분배를 실시한다는 계획 하에 추진되었다.

## 국가 기관인 진실화해위원회에서 조사보고
2022년 8월 진실·화해를위한과거사정리위원회에서 개척단원들을 집단으로 강제 수용, 중대한 인권침해들, 개척단원들과 정착지 주민들에게 헌법이 보장한 재산권과 행복추구권을 침해한 것을 공식적으로 인정하였다.

## 참고 자료
- 김아람 (2018년 9월). “1960년대 개척단의 농지조성과 갈등 구조”. 《사학연구》 (131): 321-366.

## 같이 보기
- 삼청교육대
- 자유의 마을
- 《서산개척단》
- 대한민국 진실·화해를위한과거사정리위원회